# Misericordia Domini
Misericordia Domini è un introito del tempo pasquale che dà il nome alla Dominica Misericordia. Appartiene alla liturgia della Messa della Dominica quarta Paschae o della Dominica II post Pascha. In essa viene letta la pericope del buon Pastore per cui è conosciuta anche come Domenica del Buon Pastore. 

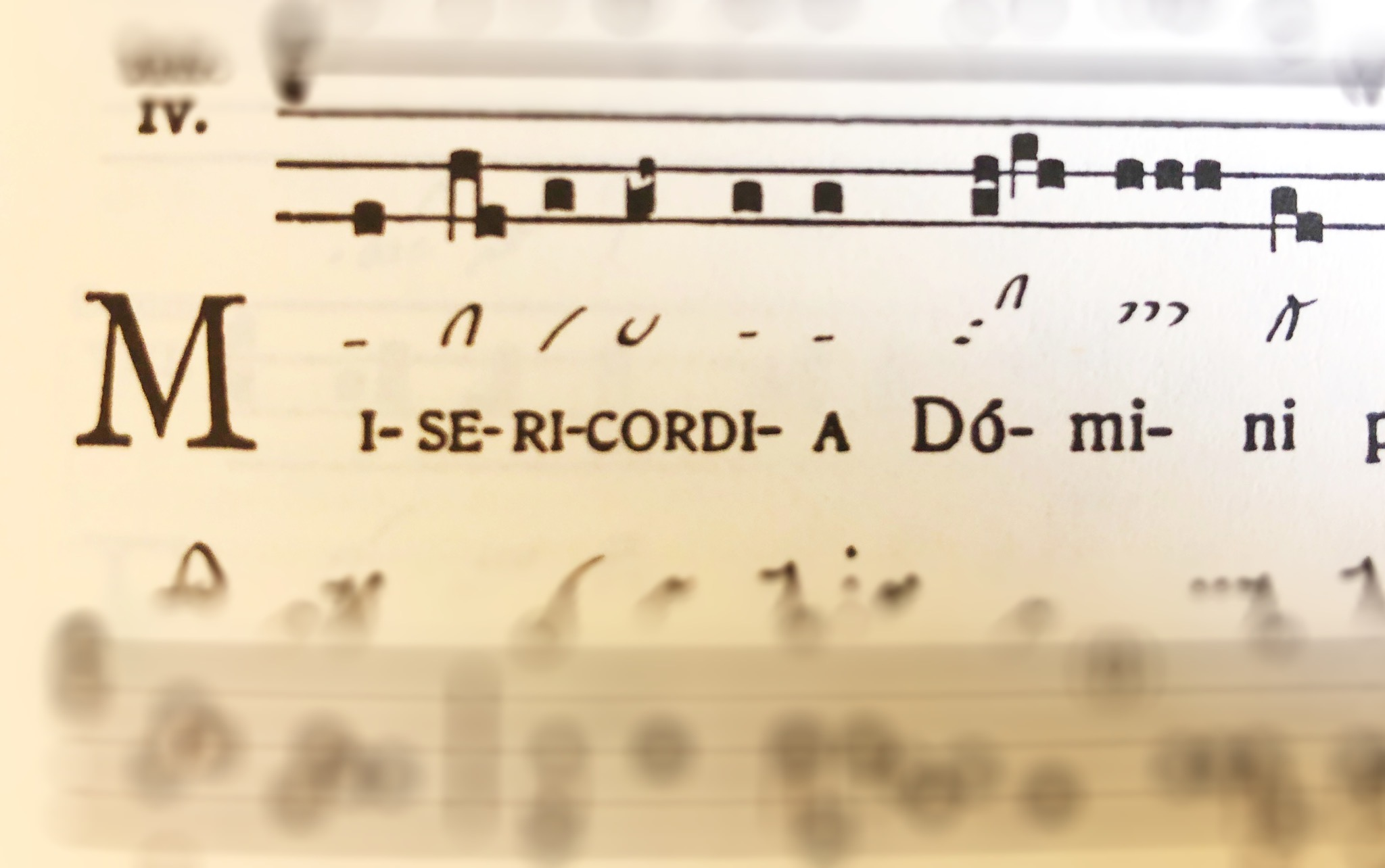
Incipit dell'introito Misericordia Domini

## Testo
alleluia:

verbo Dei caeli firmati sunt.

alleluia, alleluia.

(Ps 32, 5-6)
Exsultate iusti in Domino,

rectos decet collaudatio.

(Ps. 32,1)»
alleluia

a sua parola ha creato i cieli. Alleluia.,

alleluia, alleluia 

(Sal 32,1)
Esultate giusti nel Signore,

ai retti si addice la lode

(Sal 32,1).»

## Analisi e Commento
Il testo, di derivazione salmica, richiama il racconto della Creazione di Genesi 1 dandone una rilettura sapienziale. Come altri introiti pasquali, es. Resurrexi, la melodia appartiene al quarto modo ossia quella che dipinge una gioia sobria, contenuta alla quale bene si associa una linea melodica che non eccede in virtuosistici melismi.
Testo e melodia bene si combinano e da essi scaturisce una esegesi della Parola che richiama fortemente quanto già Agostino scriveva commentando il Salmo 32:
(Augustinus Hipponensis, Enarratio in Psalmum 32)

## Luteranesimo
Come tutte le Domeniche del Tempo di Pasqua, anche la Domenica Misericordia ha delle Cantate composte da J.S Bach:
- BWV 104 Du Hirte Israel, höre (Leipzig, 1724)
- BWV 85 Ich bin ein guter Hirte (Leipzig, 1724)
- BWV 112 Der Herr ist mein getreuer Hirt (Leipzig, 1731)

### Testi di liturgia contemporanea
- Graduale Triplex, Moines de Solesmes, 1979 p.222
- Graduale Novum de Dominicis et Festis, GÖSCHL, Johannes Berchmans, et alii, 2011 p.195
- Graduale restitutum - gregor-und-taube.de, Anton STINGL, jun.

### Testi medievali
- Bamberg, Staatsbibliothek lit. 6 f. 44v   Bavaricon p. 93
- Bamberg, Staatsbibliothek lit.7 f. 42r   Incipit noté  Bavaricon p. 86
- Benevento, Biblioteca Capitolare 33 f.  88v
- Benevento, Biblioteca Capitolare 34 f.  146
- Bruxelles, bibliothèque royale 10127-44 - Mont-Blandin AMS 88a
- Cambrai, Bibliothèque municipale 0075 (0076) - St-Vaast d’Arras f. 90v
- Cologny (Genève), Bibliotheca Bodmeriana C 74 - St. Cecilia in Trast. f. 88v
- Einsiedeln, Stiftbibliothek 121 f. 226
- Graz, Universitätsbibliothek 807 f.  110v
- Laon, Bibliothèque municipale 239 f. 117 Facsimilé p. 112
- Montpellier, Bibliothèque de l’Ecole de Médecine H 159 f. 30v  2.p; autre numérotation: 48
- Paris, Bibliothèque nationale de France 776 - Albi f. 76v
- Paris, Bibliothèque nationale de France lat. 903 - Saint-Yrieix f. 164
- Paris, Bibliothèque nationale de France lat 9434 - St-Martin de Tours f. 130r
- Paris, Bibliothèque nationale de France lat. 12050 - Ant. Corbie AMS 88a
- Paris, Bibliothèque nationale de France lat. 17436 - Compiègne AMS 88a
- Paris, Bibliothèque nationale de France lat 18010 - Gr. Corbie f. 27r
- Paris, Bibliothèque Sainte-Geneviève 111 - Senlis AMS 88a
- Roma, Biblioteca Angelica 123 - Angelica 123 f.  116
- Sankt-Gallen, Stiftsbibliothek 339 f. 114 Facsimilé p. 83
- Sankt-Gallen, Stiftsbibliothek 376 p. 209
- Zürich, Zentralbibliothek Rh. 30 - Gr. Rheinau AMS 88a